# Abdel-Gadir Mohammed Morgan
Abdel-Gadir Mohammed Morgan (arab. ‏عبد القادر محمد‎, ur. w 1945) – sudański piłkarz grający na pozycji obrońcy. W swojej karierze grał w reprezentacji Sudanu.

## Kariera reprezentacyjna
W 1972 roku Mohammed Morgan został powołany do reprezentacji Sudanu na Puchar Narodów Afryki 1972. Zagrał w nim w trzech meczach grupowych: z Zairem (1:1), z Marokiem (1:1) i z Kongiem (2:4).
Był w kadrze Sudanu podczas igrzysk olimpijskich w 1972 w Monachium, ale nie wystąpił w żadnym spotkaniu.
W 1976 roku Mohammed Morgan został powołany do kadry na Puchar Narodów Afryki 1976. Wystąpił na nim w dwóch meczach grupowych: z Marokiem (2:2) i z Zairem (1:1).